# Pasuquin
Pasuquin ist eine Stadtgemeinde in der philippinischen Provinz Ilocos Norte. Im Jahre 2015 zählte sie 28.980 Einwohner. Die Gemeinde ist bekannt für ihre Salzproduktion durch Salinen. Das Gebiet steigt von der Küste bis ins Landesinnere um bis zu 300 Meter an und eignet sich gut für die Landwirtschaft.
Pasuquin ist in folgende 33 Baranggays aufgeteilt:
| - Batuli - Binsang - Nalvo - Caruan - Carusikis - Carusipan - Dadaeman - Darupidip - Davila - Dilanis - Dilavo | - Estancia - Naglicuan - Nagsanga - Ngabangab - Pangil - Poblacion 1 - Poblacion 2 - Poblacion 3 - Poblacion 4 - Pragata - Puyupuyan | - Salpad - San Juan - Santa Catalina - Santa Matilde - Sapat - Sulbec - Sulongan - Surong - Susugaen - Tabungao - Tadao |

Anmerkung: Población (spanisch für Population) bezeichnet auf den Philippinen oft mehrere im Zentrum einer Stadtgemeinde liegende Barangays.